# Friedrich Wilhelm Thümmel
Friedrich Wilhelm Thümmel (* 6. Mai 1856 in Barmen (heute Stadtteil von Wuppertal); † 8. August 1928 in Jena) war ein deutscher evangelischer Theologe.

## Leben
Thümmel war der Sohn des Pfarrers Ernst Hermann Thümmel (1815–1887). Er besuchte das Gymnasium seiner Geburtsstadt, wo er 1874 das Abitur absolvierte. Im selben Jahr begann er ein Studium der Theologie an der Universität Bonn und setzte dieses bis 1879 an der und der Universität Leipzig fort. 1879 war er Hilfsprediger in Geldern, später in Lohne bei Soest. 1881 wurde er Pfarrer in Geldern und 1884 in Remscheid. Er griff während seiner Remscheider Zeit die katholische Kirche in Fragen der Transsubstantiationslehre scharf an, wofür er aufgrund des deutschen Strafgesetzbuches § 166 zu drei Wochen Gefängnis verurteilt wurde. Daraufhin veröffentlichte er die scharfe Rechtfertigungsschrift Rheinische Richter und römische Priester (1887, 2. Aufl. 1888), für welche er abermals eine Strafe vom Landgericht Kassel erhielt. Infolge eines Vortrags bei einer Versammlung des Evangelischen Bundes in einer evangelischen Kirche in Solingen über die 1888 stattgefundene Aachener Heiligtumsfahrt erfolgte die Auflösung der Versammlung. 1893 erwarb er sich mit der Arbeit zur Beurteilung des Donatismus das Lizentiat der Theologie an der Universität Halle-Wittenberg. 
Nachdem er im Folgejahr das Buch Antwort an die päpstliche Priesterschaft in Breslau (1894) veröffentlicht hatte, verursachte dies eine erneute Verhandlung, wo er jedoch 1898 freigesprochen wurde. Daher trat er vom Amt in Remscheid zurück und habilitierte sich 1900 an der Universität Berlin für theologische Homiletik und Katechetik. 1901 erfolgte seine Ernennung zum außerordentlichen Professor für praktische Theologie an der Universität Jena und 1903 wurde er ordentlicher Professor der Fachrichtung sowie Direktor des homiletischen und katechetischen Seminars. 1915/16 war er Rektor der Salana und 1919 wurde er Präses der thüringischen Landeskirche. 
Thümmel wird zu den exponierten Vertretern des Evangelischen Bundes gezählt. Er war seit 1874 Mitglied der Burschenschaft Alemannia Bonn. Im Kustodienschatz der Universität Jena wird von ihm ein Gemälde verwahrt.

## Schriften
- Rheinische Richter und römische Priester. 1887, 1888
- Die Aachener Heiligtumsfahrt und die Reliquienverehrung überhaupt. 2. Aufl. Klein, Barmen 1888 (Digitalisat), 6. Aufl. Barmen 1891; 7. Aufl. Barmen 1891
- Offener Brief an den Herrn Erzbischof Krementz von Köln. Barmen 1889
- Clarenbachs Asche. 8. Aufl. 1890
- Die Anbetung der lückenhaften Stoffteile in Trier. Barmen 1891
- Zur Beurteilung des Donatismus. Halle (Saale), 1893
- Antwort an die päpstliche Priesterschaft in Breslau. Barmen 1894
- Warum misslang der Reformationsversuch des Erzbischofs Hermann von Wied. Barmen 1894
- Zum Prozess Mellange. 1895
- Der Evangelische Bund, ein Kriegerverein. Barmen 1897
- Öffentliche Entgegnung an den Herrn Weihbischof Dr. Hermann Josef Schmitz auf seine am 18. Okt. 1897 in Crefeld gehaltene Ansprache. Crefeld 1897 (Digitalisat)
- Die Versagung der kirchlichen Bestattungsfeier, ihre geschichtliche Entwicklung und gegenwärtige Bedeutung. 1902
- Protestantische Selbsthilfe. Halle 1904
- Religionsschutz durch das Strafrecht. Leipzig 1906
- Volksreligion oder Weltreligion? Landeskirche oder Bekennerkirche? Jena 1915